# Linum tmoleum
Linum tmoleum är en linväxtart som beskrevs av Pierre Edmond Boissier. Linum tmoleum ingår i släktet linsläktet, och familjen linväxter. Inga underarter finns listade i Catalogue of Life.